# Gigantactis balushkini
Gigantactis balushkini es una especie de pez del género Gigantactis, familia Gigantactinidae, orden Lophiiformes. Fue descrita científicamente por Kharin en 1984.
Especie inofensiva para el ser humano. Puede alcanzar los 1210 metros de profundidad.

## Descripción
Su longitud estándar es de 2,9 centímetros.

## Distribución
Se distribuye por Japón.